# Liste der Bodendenkmäler in Gutenstetten
Auf dieser Seite sind die Bodendenkmäler in der mittelfränkischen Gemeinde Gutenstetten zusammengestellt. Diese Tabelle ist eine Teilliste der Liste der Bodendenkmäler in Bayern. Grundlage ist die Bayerische Denkmalliste, die auf Basis des Bayerischen Denkmalschutzgesetzes vom 1. Oktober 1973 erstmals erstellt wurde und seither durch das Bayerische Landesamt für Denkmalpflege geführt wird. Die folgenden Angaben ersetzen nicht die rechtsverbindliche Auskunft der Denkmalschutzbehörde.

## Bodendenkmäler in Gutenstetten
| Lage       | Objekt                                                                                 | Akten-Nr.     | Bild |
| ---------- | -------------------------------------------------------------------------------------- | ------------- | ---- |
| (Standort) | Bestattungsplatz mit Grabhügel vorgeschichtlicher Zeitstellung.                        | D-5-6329-0011 |      |
| (Standort) | Bestattungsplatz mit Grabhügel vorgeschichtlicher Zeitstellung.                        | D-5-6329-0012 |      |
| (Standort) | Bestattungsplatz mit Grabhügel vorgeschichtlicher Zeitstellung.                        | D-5-6329-0013 |      |
| (Standort) | Siedlung des Neolithikums.                                                             | D-5-6329-0069 |      |
| (Standort) | Freilandstation des Mesolithikums und Wüstung des hohen und späten Mittelalters        | D-5-6329-0073 |      |
| (Standort) | Freilandstation des Mesolithikums und Siedlung vorgeschichtlicher Zeitstellung.        | D-5-6329-0074 |      |
| (Standort) | Mittelalterliche und frühneuzeitliche Befunde im Bereich der Evang.-Luth. Filialkirche | D-5-6329-0084 |      |
| (Standort) | Siedlung der Frühlatènezeit.                                                           | D-5-6329-0086 |      |
| (Standort) | Mittelalterliche und frühneuzeitliche Befunde im Bereich der Evang.-Luth. Pfarrkirche  | D-5-6329-0118 |      |
| (Standort) | Mittelalterliche und frühneuzeitliche Befunde im Bereich des ehem. Schlosses           | D-5-6329-0120 |      |
| (Standort) | Mittelalterliche und frühneuzeitliche Befunde im Bereich des ehem. Herrschaftssitzes   | D-5-6329-0122 |      |